# Euphorbia ramulosa
Euphorbia ramulosa là một loài thực vật có hoa trong họ Đại kích. Loài này được L.C.Leach mô tả khoa học đầu tiên năm 1966.

## Hình ảnh

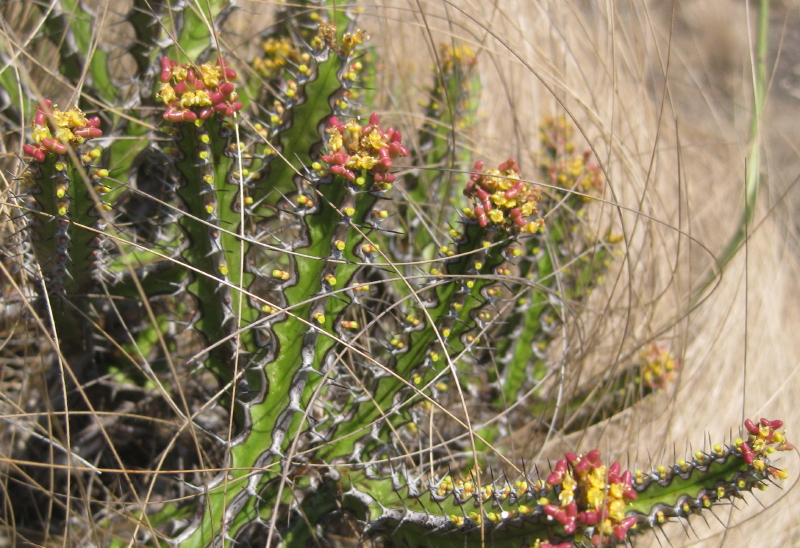
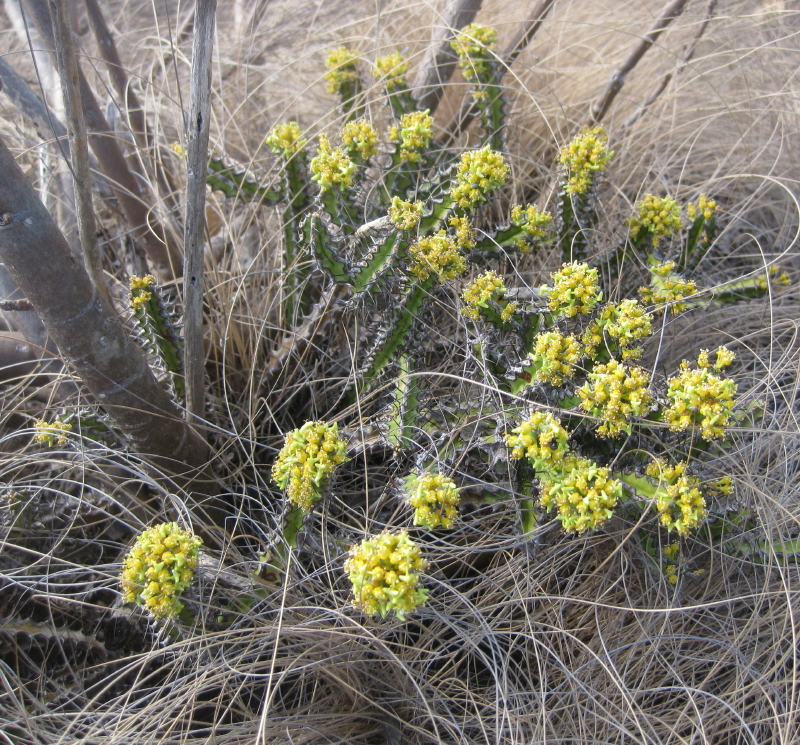